# Bertha Mason
Bertha Antoinetta Mason är en fiktiv karaktär. I Charlotte Brontës roman Jane Eyre  från 1847 är hon den våldsamt galna första hustrun till Edward Rochester, förflyttad till Thornfield Hall och inlåst på vinden.
Parallellromanen Sargassohavet av Jean Rhys från 1966 fungerar som en prequel till Brontës roman, och är historien om Mason (som här kallas Antoinette Cosway), från hennes ungdomsår i Karibien till hennes olyckliga äktenskap och flytten till England. Rhys roman omvärderar Brontës djävulska galna kvinna på vinden, ett ämne som även behandlats i The Madwoman in the Attic.

## Bertha Mason iJane Eyre
Bertha Mason är enda dottern i en mycket förmögen familj som bor i Spanish Town, Jamaica. Läsaren lär sig inte om hennes förflutna från henne själv, utan enbart genom beskrivningen som ges av hennes olycklige make, Edward Rochester. Hon beskrivs vara av kreolsk härkomst. Enligt Rochester, var Bertha berömd för sin skönhet: hon var stadens stolthet och eftersökt av många friare. Efter att han lämnade college, övertalades Rochester av sin far att besöka familjen Mason och uppvakta Bertha. Så som han berättar det, mötte han henne först på en bal dit hon kommit med sin far och sin bror Richard. Där förtrollades han av hennes ljuvhet. Trots att han aldrig var ensam med henne, och att enligt påstående knappt haft någon interaktion eller konversation med henne, så gifte han sig med henne för hennes förmögenhet och skönhet, och med ett kraftfullt stöd från sin egen far och familjen Mason. Rochester och Bertha påbörjade sina liv som äkta makar i Jamaica. När Rochester återberättar historien om deras förhållande, påstår Rochester: "Jag trodde att jag älskade henne... Hennes släktingar uppmuntrade mig; mina konkurrenter eggade mig; hon lockade mig: ett äktenskap åstadkoms nästan innan jag visste var jag var. Åh, jag har ingen respekt för mig själv när jag tänker på denna handling!...Jag älskade aldrig, jag högaktade aldrig, jag kände henne inte ens."
Rochester förklarar att han inte blev varnad för att våldsam galenskap gick i släkten Mason, och att de senaste tre generationerna hade dukat under för detta. Han antog att Berthas mor var död och blev aldrig informerad om något annat, men faktum var att hon var inlåst på vårdanstalt. Det fanns också en intellektuellt handikappad yngre bror. Rochesters far visste om detta men besvärade sig inte med att berätta det för sin son, utan brydde sig bara om den enorma förmögenhet som äktenskapet skulle inbringa till honom. Familjen Mason ville uppenbarligen bli av med ansvaret för Bertha så fort som möjligt. Rochester hävdar att Berthas mentala hälsa snabbt försämrades, fastän att det är oklart vilken typ av mental ohälsa hon lider av. Hennes galna, våldsamma beteende blir skrämmande att skåda: hon kryper på alla fyra, morrar, och beter sig som ett djur.

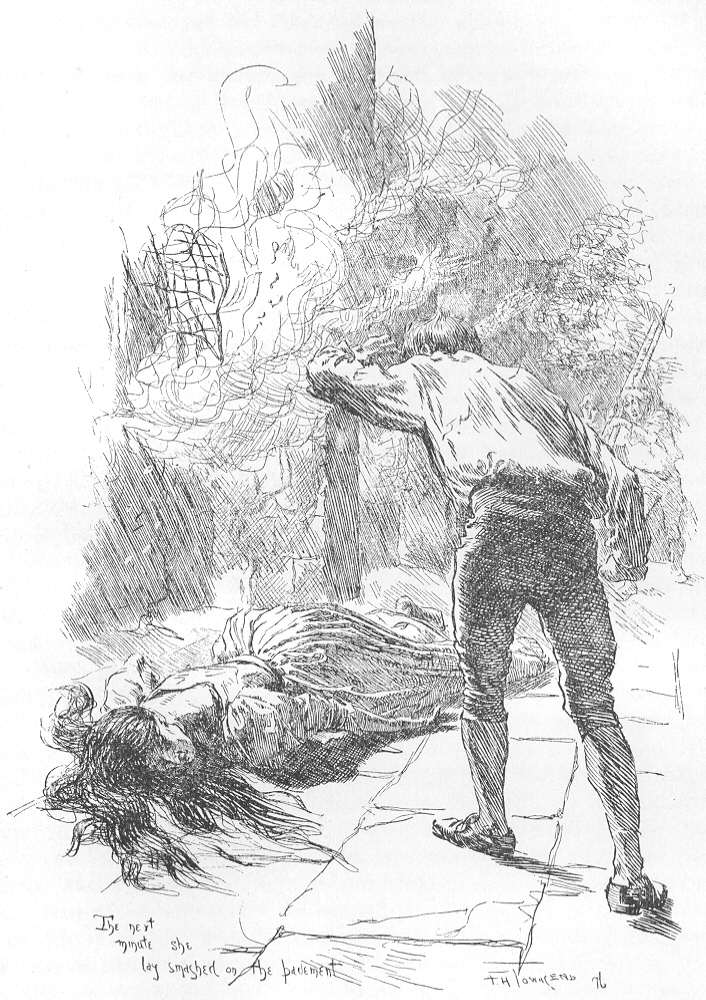
"... vi hörde honom ropa 'Bertha!' Vi såg honom närma sig henne; och sen, frun, skrek hon och hoppade, och nästa minut låg hon krossad på stenläggningen."
Illustration av F. H. Townsend

Rochester återvänder med henne till England och håller henne inlåst i ett rum på vinden under tio år med hjälp av Grace Poole, en anställd sjuksyster som håller henne under kontroll medan Rochester reser utomlands för att glömma sitt fruktansvärda äktenskap. Grace dricker emellertid ibland, och Bertha lyckas fly, vilket leder till förstörelse i huset: en eld startar i Rochesters säng, och hon biter och knivhugger sin egen bror, som är på besök.
Rochesters äktenskap med Bertha står till slut i vägen för att han ska kunna gifta sig med Jane Eyre, som han verkligen älskar (även om han senare erkänner inför Jane att han en gång trodde sig älska Bertha), men som inte känner till Berthas existens. Eftersom Bertha är sinnessjuk kan han inte skilja sig från henne, då hennes handlingar är okontrollerade och således inte en legitim grund för skilsmässa. Åratal av våld, galenskap och instängdhet på vinden förstör Berthas utseende: när Jane ser henne i mitten på natten, beskriver hon att Bertha ser ut som en "vilde", och går till och med så långt som att jämföra henne med en "vampyr" när hon förstör Janes bröllopsslöja (en handling som antyder att Bertha åtminstone är tillräckligt tillräknelig för att vara medveten om att hennes make planerar att ingå bigami). Trots att han inte älskar henne, försöker Rochester att rädda sin fru från en enorm eldsvåda som hon startar i huset när hon återigen flyr. Bertha dör efter att hon kastar sig själv från taket, och lämnar därmed sin make fri att gifta sig med Jane.

## Antoinette Cosway iSargassohavet
I Sargassohavet, porträtteras "Bertha Mason" som ett falskt namn för Antoinette Cosway. Boken försöker berätta Antoinettes sida av historien såväl som Rochesters, och lägger i detalj upp hur det hände sig att hon hamnade ensam och yrandes i Thornfield Halls vind. Enligt boken är Antoinettes galenskap, otrohet och fylleri resultatet av Rochesters missriktade tro på att sinnessjukdomen finns i hennes blod och att hon var delaktig i intrigen att få honom att gifta sig med henne ovetandes.
Karaktärerna Jane Eyre och Antoinette porträtteras väldigt lika – som självständiga, livliga och fantasifulla unga kvinnor med besvärliga barndomar, utbildade i religiösa etablissemang och snett betraktade av överklassen. Och så gifter de sig, naturligtvis, med Rochester båda två. Antoinette är dock mer rebellisk än Jane, och mindre mentalt stabil. Hon uppvisar en djupt morbid ådra, nästintill en dödsönskan (vilket kanske gör henne mer lik karaktären Helen från "Jane Eyre") och håller en cynisk ståndpunkt när det kommer till gud och religion i allmänhet, vilket står i kontrast till Janes öppna kristendom.[källa behövs]